# Luís António Gil da Silveira
 Luís António Gil da Silveira  (Ilha Graciosa, Açores, Portugal -?) foi jurista português, formado em direito pela Universidade de Coimbra em 1872. Exerceu a sua atividade na comarca do Fundão.
Em 27 de Janeiro de 1862 foi-lhe emitido um passaporte, tendo já a idade de 50 anos, e estando casado, com destino ao Brasil, tendo sido acompanho pelo seu filho Francisco. A viagem foi efectuada no patacho Esperança.